# Forza Pete!
Forza Pete! (in inglese For Pete's Sake!) è un cortometraggio comico del 1934 diretto da Gus Meins con protagonisti le Simpatiche canaglie e il loro cagnolino Pete.

## Trama
Spanky, Stymie e i loro amici stanno aggiustando la bambola a una bambina malata quando Leonard (chiamato in italiano Jonah), un monello del quartiere, gliela ruba e la fa finire sotto un camion. La bambina è in lacrime e i ragazzi decidono di andargliene a comperare una nuova, ma questa costa troppo e il padrone del negozio, che è il padre del monello, vuole fare uno scambio con il loro cane Pete.
Loro rifiutano e così vanno a lavorare per un signore sbrigando per lui le faccende. Dopo aver combinato tanti guai (con la solita battuta di Scotty:"Non azzeccano una!"), ma essendo pagati, i ragazzi riescono ad acquistare la bambola, ma quando escono rompono per sbaglio un vaso, così il negoziante si riprende la merce. Tornato dentro, l'uomo viene aggredito da Pete che lo costringe a cambiare idea nei confronti dei suoi piccoli padroni. Giunti nel cortile della povera bambina, i ragazzi si accorgono di aver preso una bambola "nera", così Pete porta in quattro e quattrotto Spanky e Scotty nel negozio a cambiarla. Il proprietario e suo figlio non ci pensano due volte a scappare e finalmente la triste bambina, ora felice, potrà fare sogni tranquilli con la sua nuova bambola.

## Apparizioni speciali
- Questa segna la prima apparizione del personaggio di Buckwheat, un bambino di colore che sarà noto nella serie per la capigliatura sbarazzina e per la sua sfortuna. In questo cortometraggio è una femmina ed è interpretata da Carlena Beard, sorella minore di Matthew Beard.